# ياكوب ستراكا
ياكوب ستراكا هو لاعب كرة قدم سلوفاكي في مركز الدفاع، ولد في 17 يونيو 1997 في فرانوف ناد توبلوا في سلوفاكيا. لعب مع تاتران بريشوف ‏.

## وصلات خارجية
- ياكوب ستراكا على موقع قاعدة بيانات كرة القدم.إي يو (الإنجليزية)
- ياكوب ستراكا على موقع Soccerway.com (الإنجليزية)